# دون تومسون (منتج أفلام)
دون تومسون (بالإنجليزية: Don Thompson)‏ هو منتج أفلام أمريكي، ولد في 19 أكتوبر 1956 في لونغ بيتش في الولايات المتحدة.

## وصلات خارجية
- دون تومسون على موقع IMDb (الإنجليزية)
- دون تومسون على موقع قاعدة بيانات الفيلم (الإنجليزية)